# Christoph Luz
Christoph Luz (auch: Christophorus Lucius, * 20. November 1596 in Göppingen; † 16. Juni 1639 in Calw) war Präzeptor und Dichter.

## Leben und Wirken
Christoph Luz war ab 1608 Schüler der Klosterschule in Adelberg, ab 1611 in Maulbronn und kam 1613 ins Tübinger Stift. Hier legte er als Jahrgangsbester sein Examen ab und wurde ein Jahr später Stiftsrepetent in Tübingen. 1621 war er für ein Jahr als Präzeptor in Brackenheim tätig. Anschließend wurde er 1622 Konrektor am Pädagogium (Gymnasium) in Stuttgart und wechselte 1627 als Rektor an das Gymnasium nach Heilbronn, wo er dem schwermütig gewordenen Johann Ludwig Heß im Amt nachfolgte.
Luz beherrschte sieben oder neun klassische und orientalische Sprachen. In Heilbronn verfasste Luz ein langes griechisch-lateinisches Lobgedicht Vindemiae ubertas über den Wein in 150 Versen. Das Gedicht war von der Rekordernte des Jahres 1629 beeinflusst und wurde 1630 als erstes Druckwerk in der Druckerei des aus Kempten nach Heilbronn gezogenen Druckers Christoph Krauß (1584/85–1654) gedruckt. Aus Heilbronn sind noch einige kürzere Gedichte von Luz bekannt. Der Poeta laureatus Sebastian Hornmold der Jüngere lobte Luz 1632 in seinem Panegrycus noch außerordentlich. Doch Luz dichtete nicht nur über Wein, sondern sprach dem Getränk auch übermäßig zu. Außerdem besuchte er weder Gottesdienst noch Abendmahl und beschäftigte sich mehr mit der neuen Krauß'schen Druckerei als mit seiner Schularbeit. Sein zweifelhafter Lebenswandel führte schließlich zum Verwürfnis mit dem Rat der Stadt Heilbronn. Am 11. Februar 1634 wurde er aus seinem Amt entlassen.
Im Sommer 1634 wurde er von Dekan Johann Valentin Andreae als Präzeptor nach Calw berufen. Dort erlebte er die Zerstörung der Stadt in den Tagen vom 10. bis 14. September 1634, während der er sich tapfer und vorbildlich verhielt. Sein Empfinden der Gräueltat brachte er in der 2084 Verse umfassenden lateinischen Elegie Virgae divinae zum Ausdruck.
Luz starb 1639 im Alter von nur 43 Jahren. Seine Virgae divinae wurden im Jahr 1643 von Johann Valentin Andreae herausgegeben.

## Familie
Mit seiner ersten Frau Anna Maria Kuenmann († 1635) hatte Luz neun Kinder. Seine zweite Frau war die Witwe Katharina Ruelin, die er 1636 heiratete. Aus dieser Ehe gingen zwei weitere Kinder hervor.